# Martin Stráník
Martin Stráník (* 8. března 1990 Choceň) je český horolezec, bouldrista a reprezentant ve sportovním lezení. Je čtyřnásobným mistrem České republiky v lezení na obtížnost z let 2010–2014 a devítinásobným mistrem České republiky v boulderingu z let 2007–2016. V roce 2008 a 2010 vyhrál závody Českého poháru v lezení na obtížnost a v letech 2011–2016 pět seriálů závodů Českého poháru v boulderingu.
Významných úspěchů dosáhl také na Mistrovství světa, kde se v boulderingu umístil nejlépe na 2. místě v Avilés v roce 2007 a na 7. místě v Arcu v roce 2011.
Jako Vicemistr světa z roku 2007 se stal teprve čtvrtým českým a třetím mužským medailistou na Mistrovství světa ve sportovním lezení (v roce 2015 jich bylo 5/6).
V boulderingu to byla druhá celkově a první stříbrná česká medaile - Martin Stráník se stal v této disciplíně prvním českým mužským medailistou na Mistrovství světa ve sportovním lezení.
V roce 2015 skončil na 5. místě na Mistrovství Evropy v boulderingu v Innsbrucku.
V roce 2015 skončil ve Světovém poháru v boulderingu celkově 14. (v německém Mnichově 2. a v americkém Vailu 16.), v roce 2008 skončil celkově na SP na 21. místě.
V roce 2015 se stal teprve šestým českým závodním lezcem a čtvrtým mužem, který získal medaili v některém ze závodů světového poháru ve sportovním lezení. V boulderingu to pak byla třetí nejcennější medaile a druhá česká stříbrná z celkových jedenácti, Martin Stráník byl v této disciplíně pátý český medailista a třetí mužský.
Na mistrovství světa juniorů v lezení na obtížnost se umístil v roce 2008 v australském Sydney na 3. místě a v roce 2009 ve francouzské Valencii na 8. místě.
Boulderingu a lezení pod širým nebem i závodnímu lezení se věnuje také se svým starším bratrem Štěpánem Stráníkem. Oba jako první provedli přelezy nebo opakování velkého množství velmi těžkých boulderů v České republice i zahraničí. Kromě toho se věnují také stavění cest a boulderů na umělých lezeckých stěnách nebo na českých závodech pro mládež.
V prosinci roku 2013 uveřejnil server 8a.nu tabulku s nejvyšším počtem přelezů boulderů 8A a výš všech zalogovaných bouldristů světa. S 97 kousky se Martin umístil na 2. místě za Jimmy Webbem (tyto stránky celosvětově monitorují nejtěžší výkony lezců i boulderistů).. 17.11.2015 přelezl Martin svůj druhý boulder v obtížnosti 8C a v aktuálním žebříčku světových bouldristů na 8a.nu se tak dostal na 4. příčku, v roce 2016 byl i první z ČR.

## Výkony a ocenění
- 2004–2009, dvacet medailí z Evropského poháru juniorů, dosud nejvíc z Česka
- 2007, 1. český vicemistr i 1. český mužský medailista na MS v boulderingu na Mistrovství světa ve sportovním lezení
- 2011, 7. místo na Mistrovství světa ve sportovním lezení, první nepostupující semifinalista
- 2014, teprve pátý český bouldrista, který přelezl boulder obtížnosti 8C (a v roce 2015 druhý)
- 2015, jedenáctý titul mistr České republiky v lezení na obtížnost a v boulderingu
- 2015, finalista v boulderingu na Mistrovství Evropy ve sportovním lezení, 5. místo
- 2015, 6. český medailista v závodech Světového poháru ve sportovním lezení konaných od roku 1989

ocenění
- 2013: Výstup roku ČHS - čestné uznání v kategorii bouldering, za přelez boulderu Dunkelkammer, 8B+[10]
- 2014: Výstup roku ČHS - čestné uznání v kategorii bouldering, za přelez boulderu Memento, 8B+[11]
- 2015: ocenění Výstup roku ČHS v kategorii bouldering, za přelez bouldru Practice of the Wild[12]
- 2015: nominace na ocenění Horolezec roku 2015, za přelez Practice of the Wild, 8C (světový výkon)

### Závodní výsledky
| Mistrovství světa | Mistrovství světa | Mistrovství světa | Mistrovství světa | Mistrovství světa | Mistrovství světa | Mistrovství světa |
| Rok               | 2007              | 2011              | 2014              | 2016              | 2018              | 2019              |
| ----------------- | ----------------- | ----------------- | ----------------- | ----------------- | ----------------- | ----------------- |
| Obtížnost         | —                 | —                 | —                 | —                 | 37-38             | 15                |
| Rychlost          | —                 | —                 | —                 | —                 | —                 | 85                |
| Bouldering        | 2                 | 7                 | 15-16             | 21-22             | 29-30             | 57-59             |
| Kombinace         | —                 | —                 | —                 | —                 | —                 | 46                |

| Světový pohár | Světový pohár            | Světový pohár | Světový pohár     | Světový pohár | Světový pohár | Světový pohár | Světový pohár | Světový pohár | Světový pohár | Světový pohár | Světový pohár      | Světový pohár                    | Světový pohár                | Světový pohár             |
| Rok           | 2006                     | 2007          | 2008              | 2009          | 2010          | 2011          | 2012          | 2013          | 2014          | 2015          | 2016               | 2017                             | 2018                         | 2019                      |
| ------------- | ------------------------ | ------------- | ----------------- | ------------- | ------------- | ------------- | ------------- | ------------- | ------------- | ------------- | ------------------ | -------------------------------- | ---------------------------- | ------------------------- |
| Obtížnost     | 22                       | x             | —                 | x             | —             | —             | —             | —             | —             | —             | —                  | —                                | —                            | 9                         |
| jednotlivě*   | 11,-,-,-,-,-,-,-,-,21,11 | ,12,          | —                 | ,18,          | —             | —             | —             | —             | —             | —             | —                  | —                                | —                            | ,,8,-,6,9                 |
| Rychlost      | —                        | —             | —                 | —             | —             | —             | —             | —             | —             | —             | —                  | —                                | —                            | 0                         |
| jednotlivě*   | —                        | —             | —                 | —             | —             | —             | —             | —             | —             | —             | —                  | —                                | —                            | ,95,81,                   |
| Bouldering    | 0                        | 34            | 21                | x             | 0             | 38            | 31            | x             | x             | 14            | 7                  | 37-39                            | 35                           | 61-65                     |
| jednotlivě*   | ,32,                     | ,6,           | ,25,15, 11,39,11, | ,37,30,       | ,47,          | ,7,           | ,63,8,34,     | ,35,23,41,    | ,11,          | ,,16,27,      | ,17,7,6, · 19,20,, | 33-34,-,-, 49-50,26, 25-26,17-18 | 51-54,29, -,-,-, 12-13,73-74 | -,43-45, -,-, 29-31,43-44 |

* poznámka: nalevo jsou poslední závody v roce
| Mistrovství Evropy | Mistrovství Evropy | Mistrovství Evropy | Mistrovství Evropy | Mistrovství Evropy | Mistrovství Evropy | Mistrovství Evropy |
| Rok                | 2006               | 2008               | 2010               | 2013               | 2015               | 2017               |
| ------------------ | ------------------ | ------------------ | ------------------ | ------------------ | ------------------ | ------------------ |
| Obtížnost          | 25-26              | 39-31              | —                  | —                  | —                  | —                  |
| Bouldering         | —                  | 23-24              | 21-22              | 27-28              | 5                  | 15                 |

lezení na obtížnost
- 2008, MČR v Praze: 2. místo
- 2009, MČR v Praze: 2. místo
- 2010, MČR v Brně: 1. místo
- 2011, MČR v Praze: 2. místo
- 2012, MČR v Brně: 1. místo
- 2013, MČR ve Zlíně: 1. místo
- 2014, MČR v Ústí nad Labem: 1. místo
- 2018, MČR v Praze: 3. místo
- 2008, ČP celkově 1. místo
- 2010, ČP celkově 1. místo
- 2011, ČP celkově 3. místo
- 2018, ČP celkově 1. místo

- 2004, MSJ v Edinburghu: 4. místo (kat. B)
- 2005, MSJ v Pekingu: 6. místo (kat. B)
- 2006, MSJ v Imstu: 5. místo (kat. A)
- 2007, MSJ v Ibaře: 6. místo (kat. A)
- 2008, MSJ v Sydney: 3. místo (junioři)
- 2009, MSJ ve Valencii: 8. místo (junioři)
- 2004–2009, EPJ? 5× celkově 2. místo (2009 7.), 20 medailí (3/13/4)

lezení na rychlost
- 2007, MČR v Praze: 3. místo
- 2007, MSJ v Ibaře: 16. místo (kat. A)

bouldering
- 2007, MČR v Brně: 1. místo
- 2008, MČR v Praze: 1. místo
- 2009, MČR v Brně: 1. místo
- 2010, MČR v Teplicích nad Metují: 1. místo
- 2011, MČR v Praze: 1. místo
- 2013, MČR ve Slaném: 1. místo
- 2014, MČR ve Slaném: 1. místo
- 2015, MČR v Ostravě: 2. místo
- 2016, MČR ve Slaném: 1. místo
- 2016, MČR v Praze: 1. místo
- 2007, ČP celkově 1. místo
- 2011, ČP celkově 1. místo
- 2012, ČP celkově 3. místo
- 2013, ČP celkově 1. místo
- 2014, ČP celkově 1. místo
- 2015, ČP celkově 1. místo
- 2016, ČP celkově 1. místo
- 2007, Petrohradské padání 5. místo
- 2008, Petrohradské padání 6. místo
- 2013, Mejcup (Brno) 1. místo

### Sportovní výstupy na skalách
- 2006: Lucky Luke, 8b OS (Mišja Peč, Slovinsko)
- 2007: Priez Pour Nous L2, 8b OS (Gorges Du Tarn, Francie)
- 2007: Big Boss, 8b OS (Gorges Du Tarn, Francie)
- 2007: Martina, 8b OS (Montserrat, Španělsko)
- 2007: Santa Linya L1, 8b OS (Santa Linya, Španělsko)
- 2007: Dikobraz, 8c+ PP (Višňové, Slovensko)
- 2008: Eclipse Celebral 8b OS (Rodellar, Španělsko)
- 2008: Esprit Rebel 8b OS (Rodellar, Španělsko)
- 2008: The Mummy, 8c/8c+ PP (Rodellar, Španělsko)
- 2008: El Choreras O La Belle Inconue, 8b/8b+ OS (Rodellar, Španělsko)
- 2015: Mimikry, 8b+ flash (Srbsko, Český kras)[14]

### Bouldering
- 2013: Frodo Nakole, 8B (Petrohrad, Česká republika)
- 2013: Dunkelkammer, 8B/8B+ (Bahratal, Německo)
- 2013: Memento, 8B+ (Silvretta, Rakousko)
- 2014: Autofix 8B+ (Sloup, Moravský kras)
- 2014: Sick Of Sunshine 8B+ (Labské údolí — Pravý břeh)
- 2014: Unendliche Geschichte 8B+[15]
- 2015: Metelkův Mechanický Betlém 8B/8B+ (Labské údolí - Levý břeh)
- 2015: Stix, 8B+ (Mlýnský Vrch, Česká republika)
- 2015: Pekelně Se Soustřeď Mirečku, 8B+ (Labské údolí - Pravý břeh)
- 2015: Die Summe Der Einzelnen Teile, 8B+ (Königshöhle, Rakousko)
- 2015: Practice of the Wild, 8C (Magic Wood, Švýcarsko)[16] - 5. český bouldrista, který dosáhl obtížnosti 8C, Výstup roku ČHS v kategorii Bouldering
- 2015: The Story Of 2 Worlds, 8C (Cresciano, Švýcarsko)[9] — 2. český bouldrista, který přelezl více než jeden boulder této obtížnosti